# Щекаркув (Любартівський повіт)
Щекаркув (пол. Szczekarków) — село в Польщі, у гміні Любартів Любартівського повіту Люблінського воєводства.
Населення — 722 особи (2011).
У 1975-1998 роках село належало до Люблінського воєводства.

## Демографія
Демографічна структура станом на 31 березня 2011 року:
|          | Загалом | Допрацездатний вік | Працездатний вік | Постпрацездатний вік |
| -------- | ------- | ------------------ | ---------------- | -------------------- |
| Чоловіки | 364     | 93                 | 241              | 30                   |
| Жінки    | 358     | 82                 | 218              | 58                   |
| Разом    | 722     | 175                | 459              | 88                   |